# هيرب ليندسي
هيرب ليندسي (بالإنجليزية: Herb Lindsay)‏ هو عداء مسافات طويلة أمريكي، ولد في 12 نوفمبر 1954.

## وصلات خارجية
- هيرب ليندسي على موقع الاتحاد الدولي لألعاب القوى (الإنجليزية)